# Series de frescos del siglo XIV en Padua
«Series de frescos del siglo XIV en Padua» (en inglés: Padua’s fourteenth-century fresco cycles) es la denominación de un sitio serial de Italia incluido por la UNESCO en la lista del Patrimonio de la Humanidad desde el 24 de julio de 2021 durante la 44.ª sesión del Comité del Patrimonio Mundial que se celebró en la ciudad de Fuzhou (China). 
La descripción de la Unesco dice: 

Este sitio comprende ocho conjuntos de edificios seculares y religiosos que desempeñan diversas funciones y están situados en el interior de la histórica ciudad amurallada de Padua. Todos ellos albergan varias series de frescos encargadas entre 1302 y 1397 por diversos mecenas a diferentes pintores. No obstante, esas pinturas tienen en común su unidad de estilo y de contenido. Entre ellas figuran los frescos ejecutados por Giotto en la capilla de los Scrovegni, que marcaron el inicio de una etapa revolucionaria en la historia de la pintura mural. También figuran obras murales de otros artistas destacados como Guariento di Arpo, Giusto de Menabuoi, Altichiero da Zevio, Jacopo Avanzi y Jacopo de Verona. En su conjunto, estas series de frescos son representativas de la manera en que evolucionó la pintura mural en el transcurso de un siglo, cobrando un renovado impulso creativo y elaborando un concepto innovador de la representación espacial.
Descripción en el sitio de la Unesco

## Los sitios
Padova Urbs Picta fue así incluida en la Lista del Patrimonio Mundial de la UNESCO como bien cultural, ya que «ilustra un modo completamente nuevo de representar la narración en pintura, con nuevas perspectivas espaciales influenciadas por los avances en la ciencia de la óptica y una nueva capacidad de representar las figuras humanas en todas sus características, incluidos los sentimientos y las emociones. Estas innovaciones marcan una nueva era en la historia del arte, produciendo un irresistible cambio de dirección».
El sitio Padova Urbs picta, o «Ciudad del fresco de Padua», está constituido por los ciclos pictóricos del Trecento, pintados entre 1302 y 1397 por diferentes artistas. Estos ciclos están presentes en ocho edificios y conjuntos monumentales en el centro histórico de Padua. La Unesco los individualiza en cuatro sitios:
| ID       | Nombre                                                             | Coordenadas                                          | Protección | Zona tampón |
| 1623-001 | Capilla de los Scrovegni e Iglesia de los Eremitas                 | 45°24′42.81″N 11°52′46.62″E / 45.4118917, 11.8796167 | 7.18 ha    | 530 ha      |
| 1623-002 | Palazzo della Ragione, Loggia dei Carraresi, Baptisterio del duomo | 45°24′27.38″N 11°52′23.19″E / 45.4076056, 11.8731083 | 7.34 ha    | 530 ha      |
| 1623-003 | Basílica y Monasterio de San Antonio, Oratorio de San Jorge        | 45°24′5.14″N 11°52′51.09″E / 45.4014278, 11.8808583  | 5.19 ha    | 530 ha      |
| 1623-004 | Oratorio de San Miguel (Padua)                                     | 45°24′4.87″N 11°52′8.69″E / 45.4013528, 11.8690806   | 0.25 ha    | 530 ha      |

Aunque fueron realizados por diferentes artistas y en diferentes edificios con diferentes funciones, los frescos del siglo XIV comparten el mismo estilo y contenido, cuyo modelo es la obra de Giotto en el interior de la capilla de los Scrovegni. Estas pinturas murales marcaron el inicio de una revolución en la historia de la pintura y muestran cómo la técnica pictórica, impulsada por un impulso creativo y por los estudios sobre la representación espacial, ha evolucionado a lo largo de todo un siglo.

## Galería de imágenes

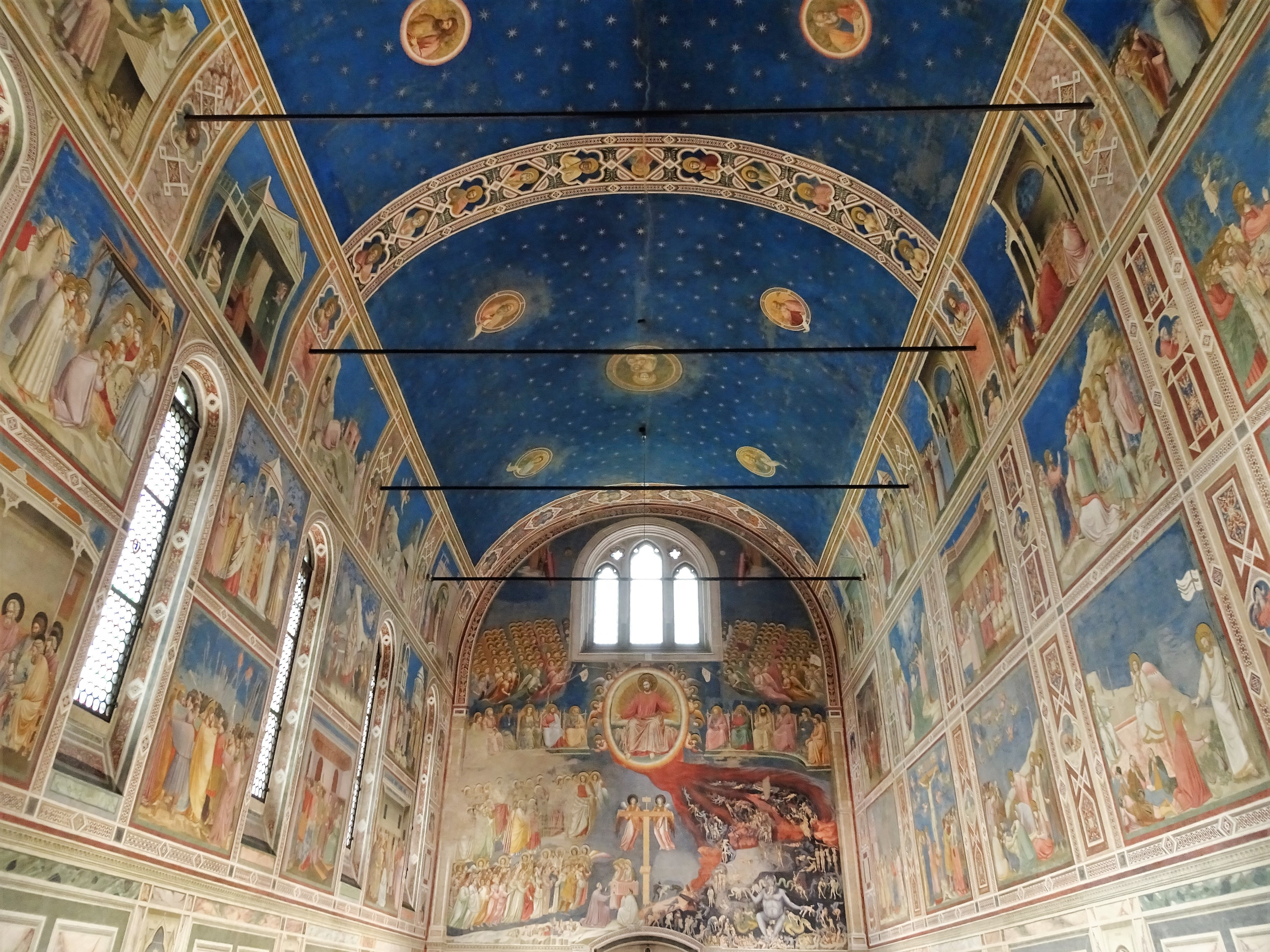
Frescos de Giotto, Capilla de los Scrovegni
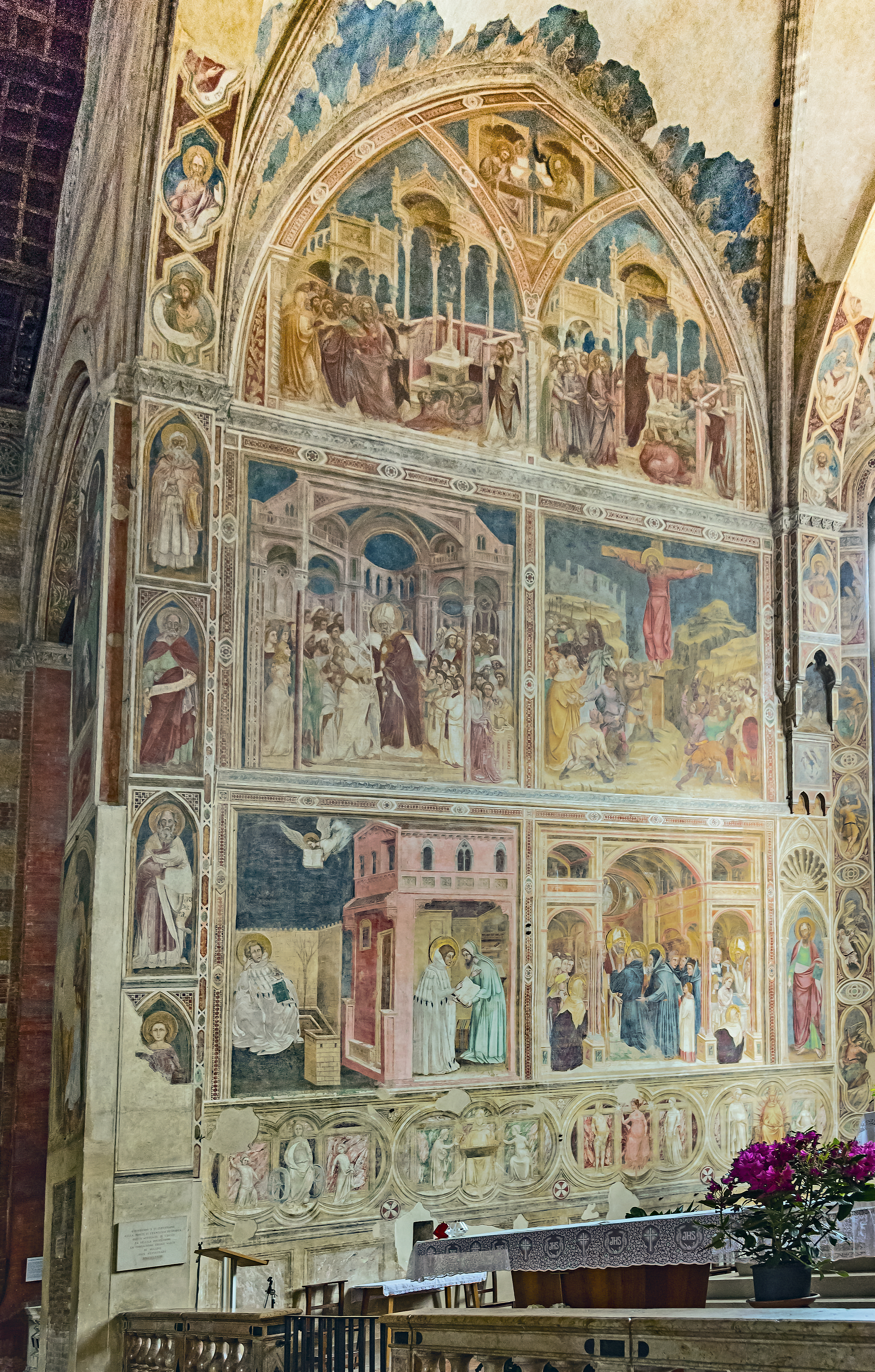
Frescos de Guariento di Arpo, iglesia de los Eremitas
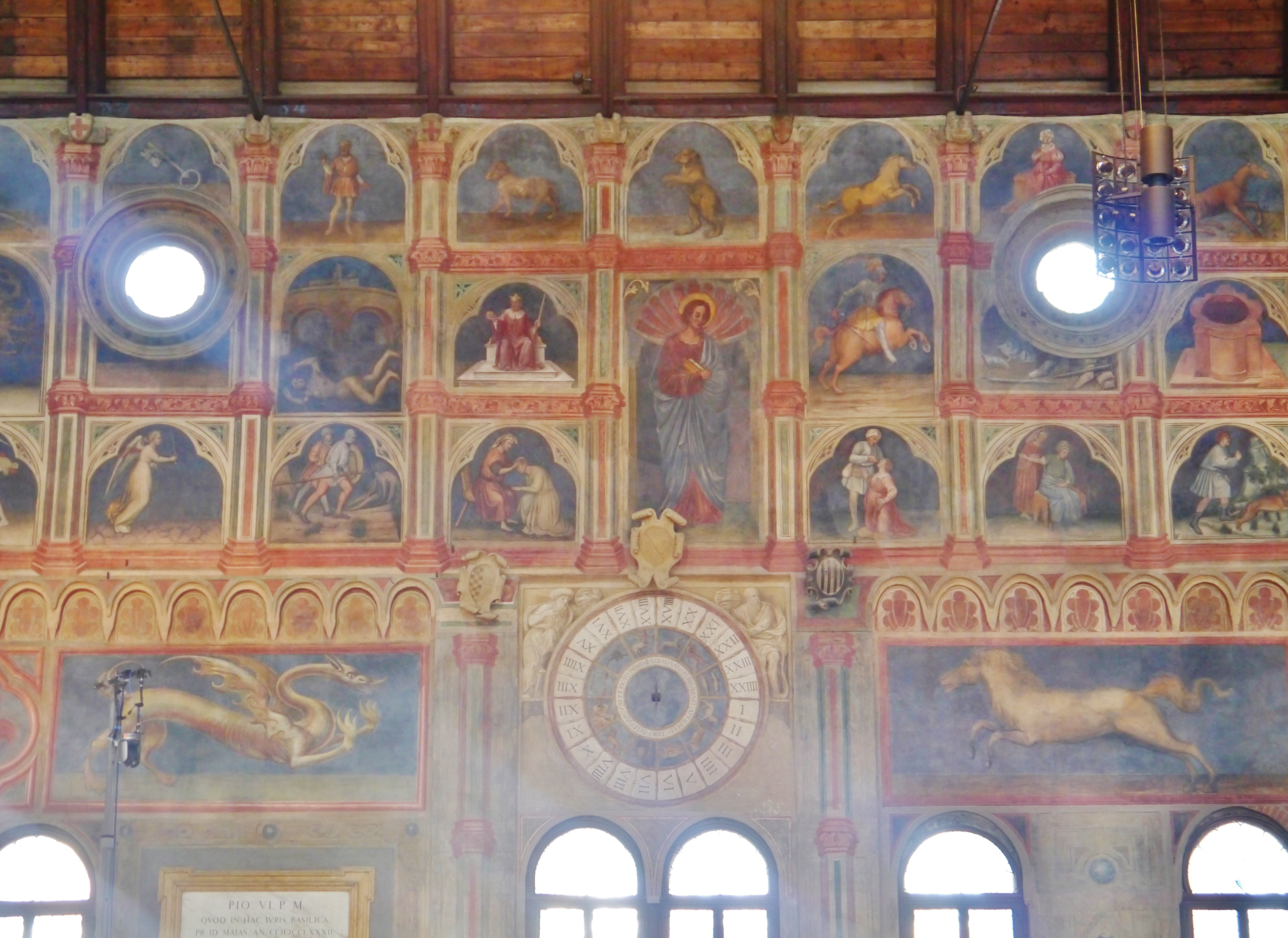
Frescos en el Palazzo della Ragione
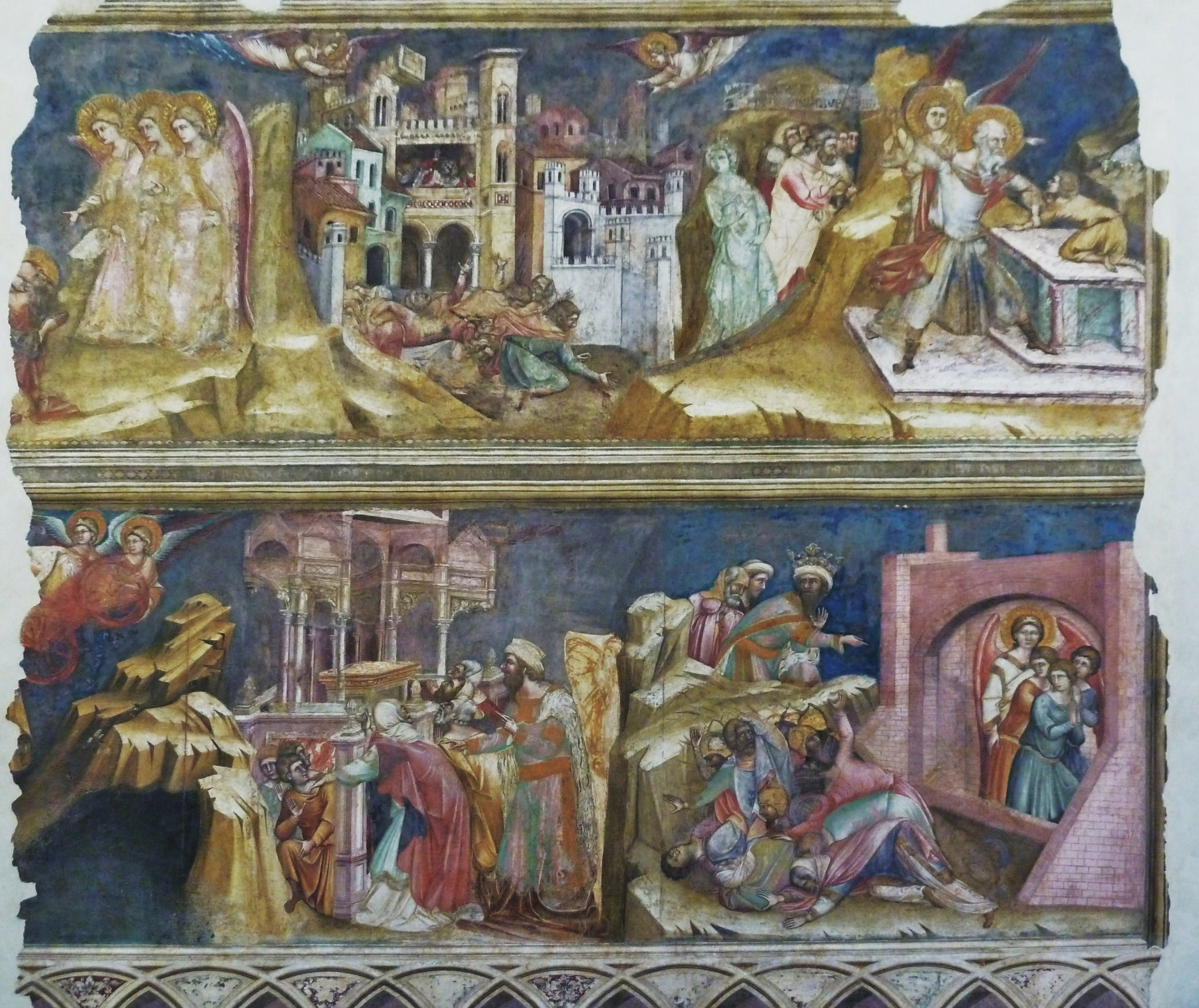
Frescos de Guariento di Arpo, Loggia dei Carraresi
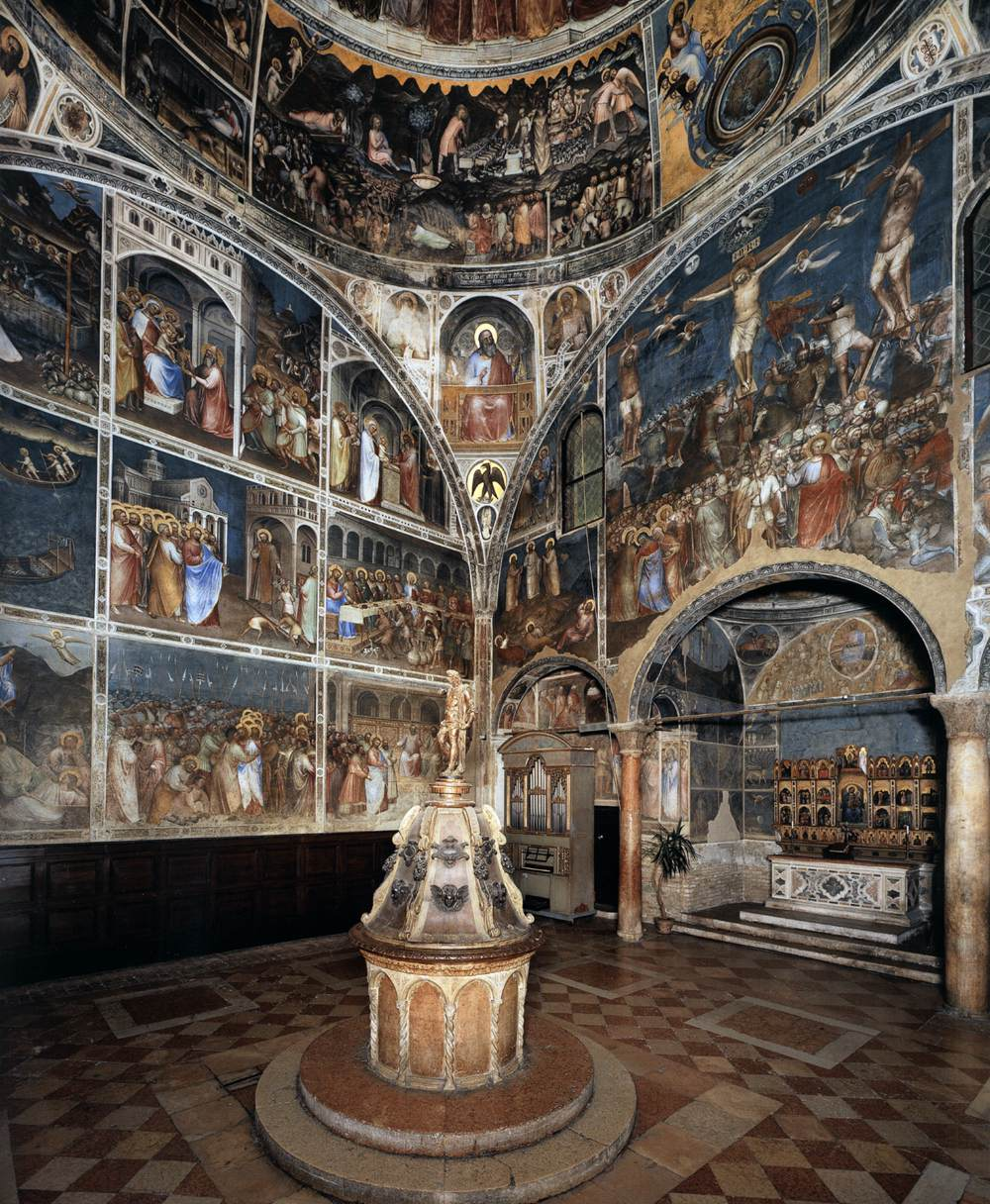
Frescos de Giusto de' Menabuoi, baptisterio del duomo
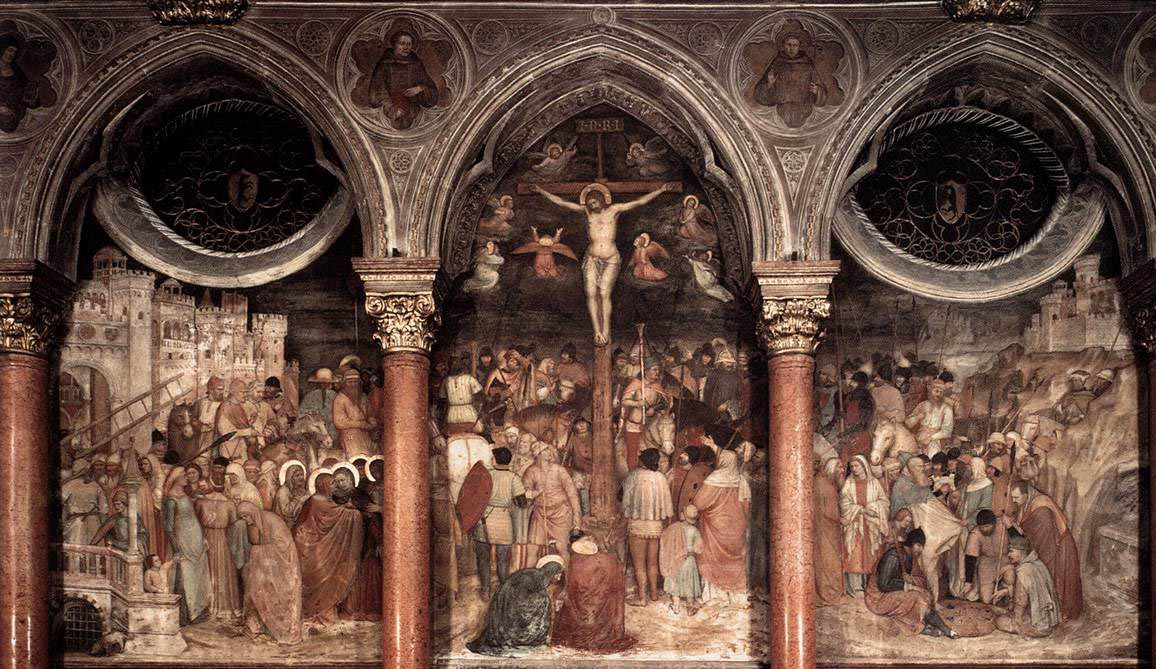
Frescos de la Capilla de San Giacomo en la basílica de San Antonio, obra de Altichiero da Zevio y Jacopo Avanzi
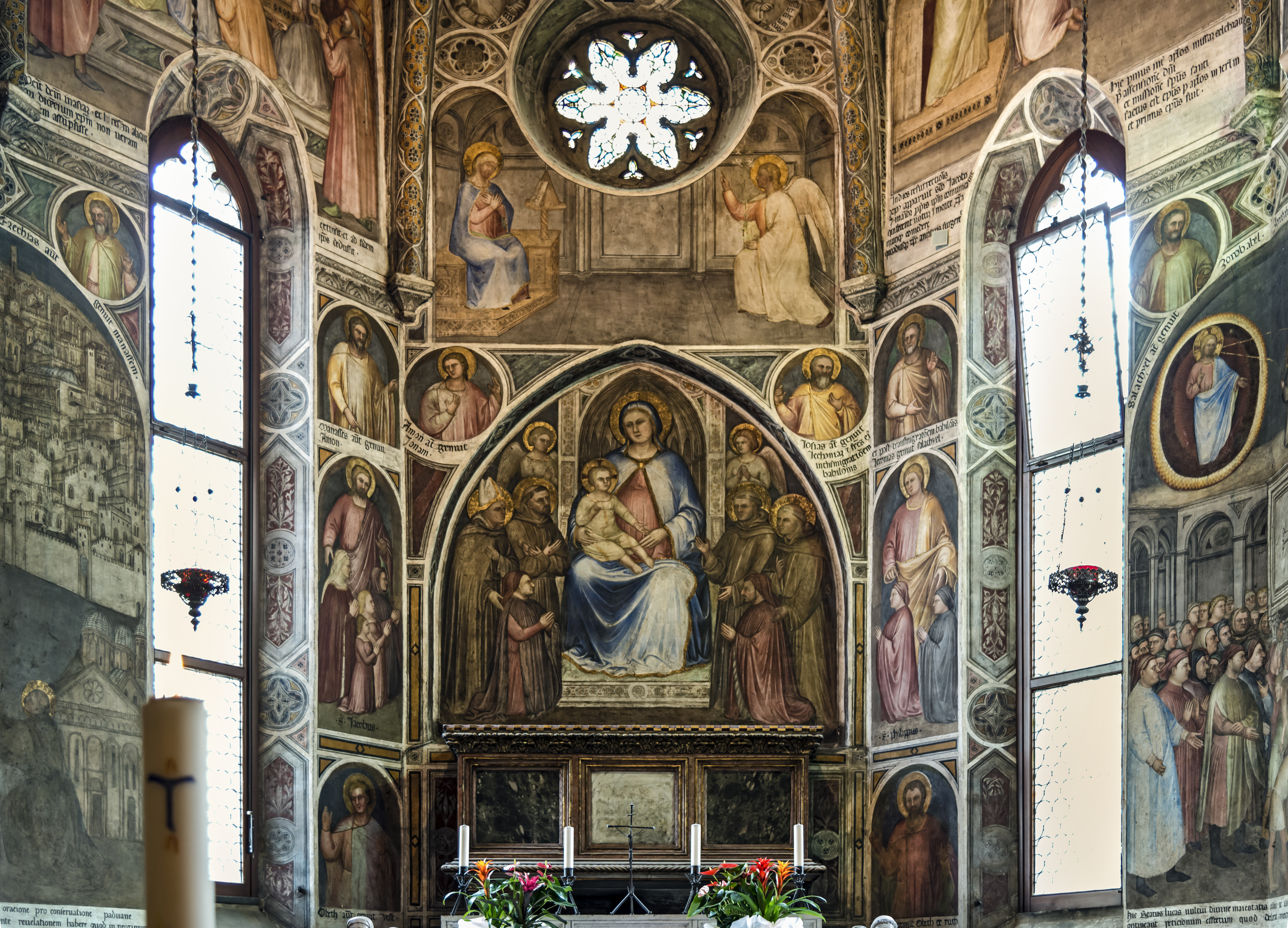
Frescos de la capilla del beato Luca Belludi en la basílica de San Antonio, obra de Giusto de' Menabuoi
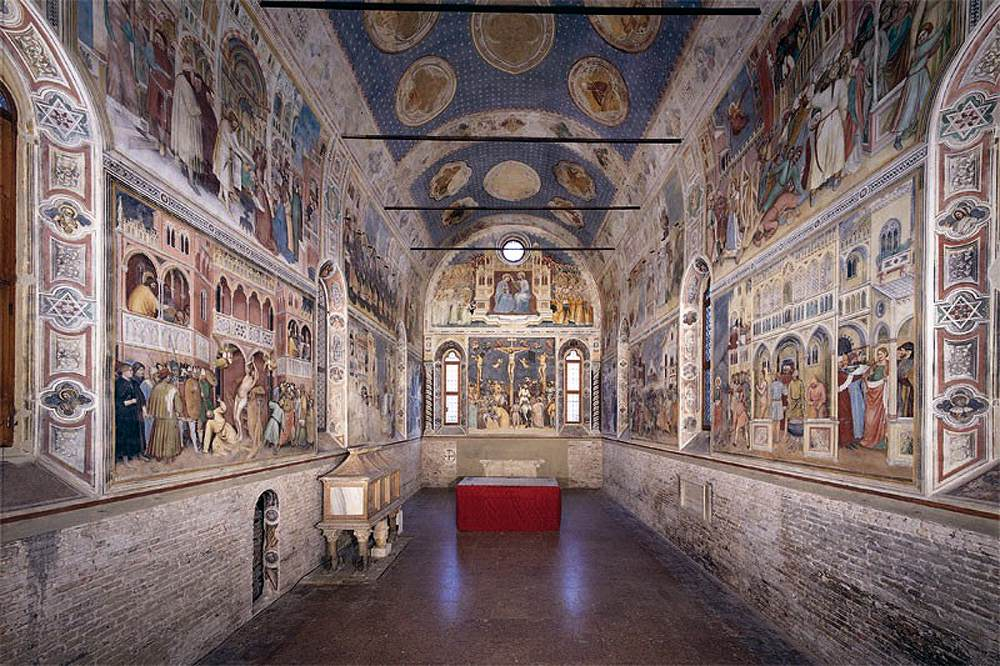
Frescos de Altichiero da Zevio, Oratorio di San Giorgio
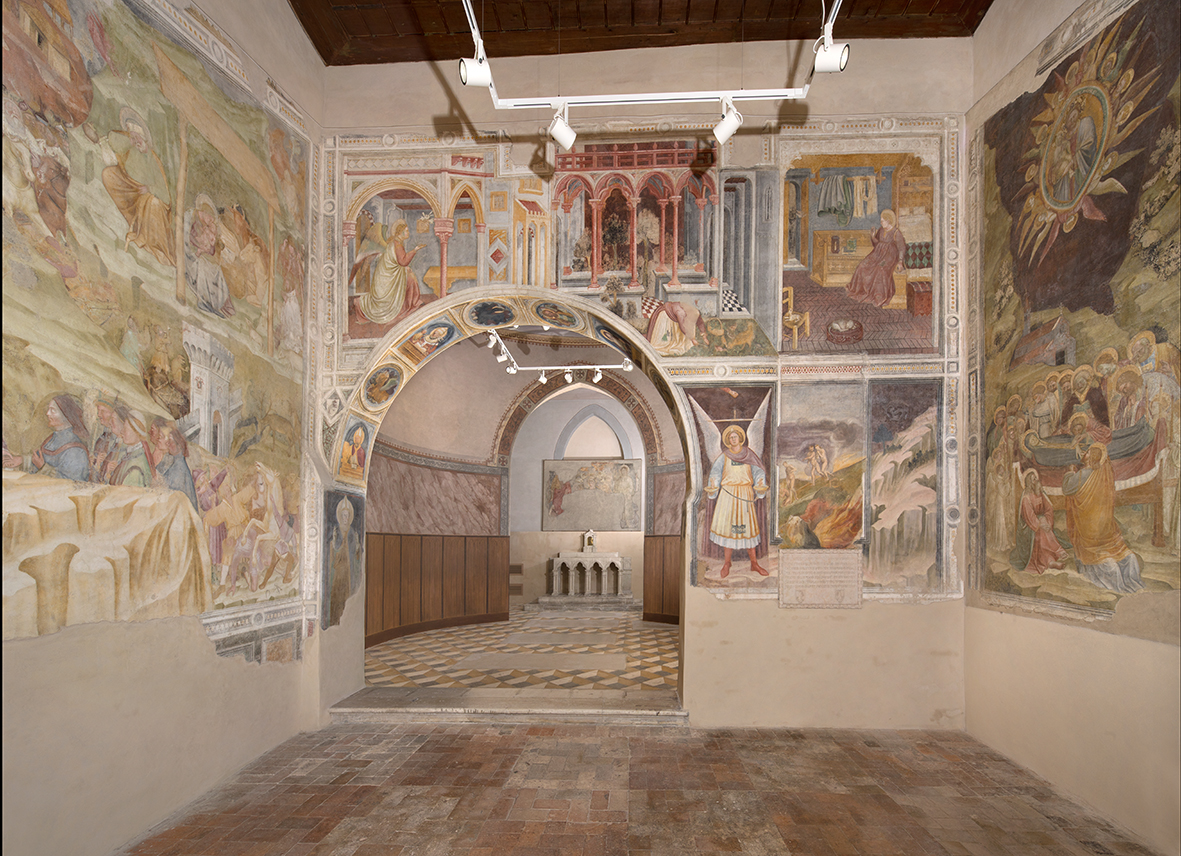
Frescos de Jacopo da Verona, Oratorio di San Michele